# Natação nos Jogos Pan-Americanos de 2023 - 200 m costas feminino
A competição de 200 m costas feminino da natação nos Jogos Pan-Americanos de 2023 foi disputada em 22 de outubro no Centro Acuático Estadio Nacional, em Santiago, no Chile. No total, competiram 26 atletas de 18 Comitês Olímpicos Nacionais (CON).

## Calendário
Horário local (UTC-4).
| Data          | Horário | Fase          |
| ------------- | ------- | ------------- |
| 22 de outubro | 09:38   | Eliminatórias |
| 22 de outubro | 16:51   | Final B       |
| 22 de outubro | 16:57   | Final A       |

## Medalhistas
| Ouro   | USA Helen Noble     |
| Prata  | USA Reilly Tiltmann |
| Bronze | BRA Alexia Assunção |

## Recordes
Antes desta competição, os recordes mundiais e dos Jogos Pan-Americanos da prova eram os seguintes:
| Tipo                             | Atleta              | Tempo   | Local   | Data                |
| -------------------------------- | ------------------- | ------- | ------- | ------------------- |
|                                  | USA Kaylee McKeown  | 2m03s14 | Sydney  | 10 de março de 2023 |
| Recorde dos Jogos Pan-Americanos | CAN Hilary Caldwell | 2m08s22 | Toronto | 15 de julho de 2015 |

O seguinte novo recorde foi estabelecido durante esta competição:
| Data                  | Prova   | Atleta      | Nacionalidade  | Tempo   | Recordes                         |
| --------------------- | ------- | ----------- | -------------- | ------- | -------------------------------- |
| 22 de outubro de 2023 | Final A | Helen Noble | Estados Unidos | 2:08.03 | Recorde dos Jogos Pan-Americanos |

## Resultados

### Eliminatórias
Qualificação: Os oito mais rápidos (QA) qualificam-se para a final A e os próximos oito mais rápidos (QB) qualificam-se para a final B.
As eliminatórias foram realizadas em 22 de outubro.
| Pos. | Bateria | Raia | Atleta                    | Nacionalidade                       | Tempo   | Notas |
| ---- | ------- | ---- | ------------------------- | ----------------------------------- | ------- | ----- |
| 1    | 4       | 4    | Helen Noble               | USA Estados Unidos                  | 2:13.54 | QA    |
| 2    | 2       | 5    | Alexia Assunção           | BRA Brasil                          | 2:13.61 | QA    |
| 3    | 2       | 4    | Kristen Romano            | PUR Porto Rico                      | 2:15.05 | QA    |
| 4    | 3       | 4    | Reilly Tiltmann           | USA Estados Unidos                  | 2:15.49 | QA    |
| 5    | 3       | 6    | Madelyn Gatrall           | CAN Canadá                          | 2:15.92 | QA    |
| 6    | 4       | 2    | Mckenna Debever           | PER Peru                            | 2:16.68 | QA    |
| 7    | 3       | 3    | Fernanda Goeij            | BRA Brasil                          | 2:17.49 | QA    |
| 8    | 3       | 5    | Malena Santillán          | ARG Argentina                       | 2:17.68 | QA    |
| 9    | 2       | 3    | Miranda Grana             | MEX México                          | 2:17.83 | QB    |
| 10   | 2       | 1    | Celina Marquez            | ESA El Salvador                     | 2:18.14 | QB    |
| 11   | 4       | 3    | Alexia Sotomayor          | PER Peru                            | 2:18.32 | QB    |
| 12   | 2       | 2    | Brooklyn Douthwright      | CAN Canadá                          | 2:18.88 | QB    |
| 13   | 4       | 5    | Athena Meneses            | MEX México                          | 2:19.57 | WD    |
| 14   | 3       | 2    | Candela Raviola           | ARG Argentina                       | 2:19.63 | QB    |
| 15   | 4       | 8    | Sarah Szklaruk            | CHI Chile                           | 2:19.72 | QB    |
| 16   | 2       | 6    | Jasmin Pistelli           | COL Colômbia                        | 2:20.81 | QB    |
| 17   | 3       | 1    | Lucero Mejia              | EAI Equipe de Atletas Independentes | 2:21.09 | QB    |
| 18   | 4       | 7    | Carolina Cermelli         | PAN Panamá                          | 2:21.43 |       |
| 19   | 3       | 8    | Abril Aunchayna           | URU Uruguai                         | 2:21.87 |       |
| 20   | 4       | 6    | Magaly Gomez Ramos        | MEX México                          | 2:22.01 |       |
| 21   | 2       | 7    | Elizabeth Jimenez Garrido | DOM República Dominicana            | 2:22.11 |       |
| 22   | 3       | 7    | Andrea Becali             | CUB Cuba                            | 2:22.67 |       |
| 23   | 1       | 4    | Martina Röper Joo         | CHI Chile                           | 2:25.52 |       |
| 24   | 4       | 1    | Danielle Titus            | BAR Barbados                        | 2:26.90 |       |
| 25   | 1       | 5    | Lara Gimenez              | PAR Paraguai                        | 2:29.78 |       |
| 26   | 1       | 3    | Leanna Wainwright         | JAM Jamaica                         | 2:32.72 |       |

### Final B
A final B foi realizada em 22 de outubro.
| Pos. | Raia | Atleta               | Nacionalidade                       | Tempo   | Notas |
| ---- | ---- | -------------------- | ----------------------------------- | ------- | ----- |
| 9    | 4    | Miranda Grana        | MEX México                          | 2:14.49 |       |
| 10   | 3    | Alexia Sotomayor     | PER Peru                            | 2:16.62 |       |
| 11   | 2    | Candela Raviola      | ARG Argentina                       | 2:19.69 |       |
| 12   | 6    | Brooklyn Douthwright | CAN Canadá                          | 2:19.76 |       |
| 13   | 5    | Celina Marquez       | ESA El Salvador                     | 2:20.35 |       |
| 14   | 7    | Sarah Szklaruk       | CHI Chile                           | 2:21.38 |       |
| 15   | 8    | Lucero Mejia         | EAI Equipe de Atletas Independentes | 2:21.40 |       |
| 16   | 1    | Jasmin Pistelli      | COL Colômbia                        | 2:23.02 |       |

### Final A
A final A foi realizada em 22 de outubro.
| Pos. | Raia | Atleta           | Nacionalidade      | Tempo   | Notas                            |
| ---- | ---- | ---------------- | ------------------ | ------- | -------------------------------- |
| 01 ! | 4    | Kennedy Noble    | USA Estados Unidos | 2:08.03 | Recorde dos Jogos Pan-Americanos |
| 02 ! | 6    | Reilly Tiltmann  | USA Estados Unidos | 2:12.79 |                                  |
| 03 ! | 5    | Alexia Assunção  | BRA Brasil         | 2:13.31 |                                  |
| 4    | 3    | Kristen Romano   | PUR Porto Rico     | 2:14.32 |                                  |
| 5    | 2    | Madelyn Gatrall  | CAN Canadá         | 2:14.44 |                                  |
| 6    | 8    | Malena Santillán | ARG Argentina      | 2:16.40 |                                  |
| 7    | 7    | Mckenna Debever  | PER Peru           | 2:17.43 |                                  |
| 8    | 1    | Fernanda Goeij   | BRA Brasil         | 2:20.05 |                                  |

Legenda
| Recorde mundial                  | Recorde mundial (World record)               |                       | Recorde africano                      | Recorde africano (African) |                                           | Q | Classificado por posição (Qualified) |
| Recorde dos Jogos Pan-Americanos | Recorde pan-americano (Pan-American record)  | Recorde da América    | Recorde da América (Americas)         | q                          | Classificado por melhor tempo (Qualified) |   |                                      |
| Melhor marca do ano              | Melhor marca do ano (World leading)          | Recorde asiático      | Recorde asiático (Asian)              | DNS                        | Não largou (Did not start)                |   |                                      |
| Recorde nacional                 | Recorde nacional (National record)           | Recorde europeu       | Recorde europeu (European)            | DNF                        | Não terminou (Did not finish)             |   |                                      |
| Recorde pessoal                  | Recorde pessoal do atleta (Personal best)    | Recorde da Oceania    | Recorde da Oceania (Oceania)          | DSQ / DQ                   | Desclassificado (Disqualified)            |   |                                      |
| Recorde da temporada             | Recorde da temporada do atleta (Season best) | Recorde sul-americano | Recorde sul-americano (South America) | NM                         | Sem marca (No mark)                       |   |                                      |